# 太舊高速公路

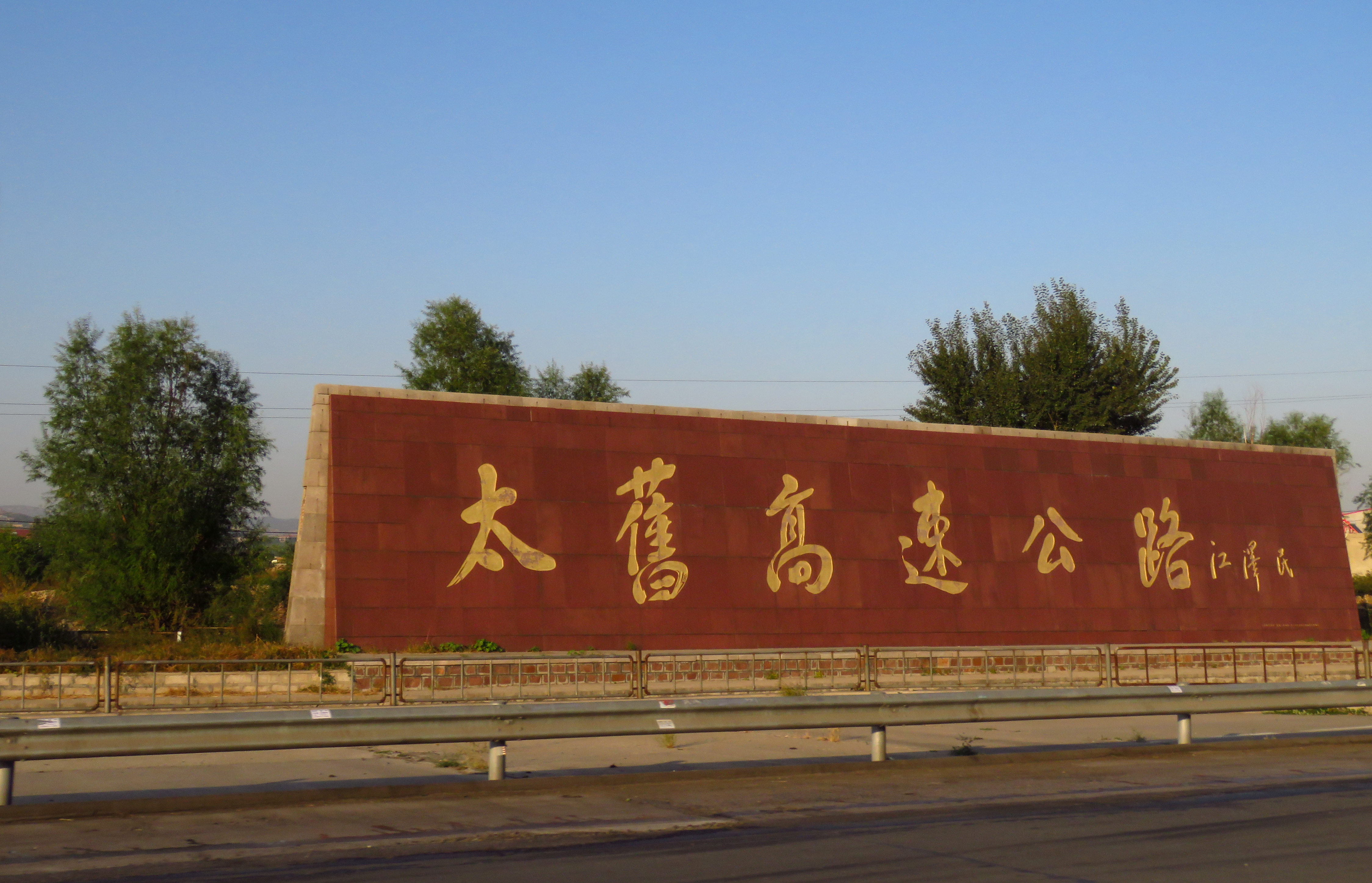
太旧高速公路原武宿主线收费站处设有时任中共中央总书记江泽民于1996年4月28日题写的路名碑。

太旧高速公路，全称太原—旧关高速公路，是中国国家高速公路网青银高速（G20）在山西省境内的重要路段，起点位于太原市武宿枢纽，终点为阳泉市旧关（晋冀交界处），线路全长约144公里。该公路为山西省“八五”期间首批纳入国家重点工程的高速公路项目，也是山西省首条建成通车的高速公路。由于线路穿越地质条件复杂的太行山脉，施工难度较大，被施工单位评价为“山西筑路史上最艰巨的工程”。工程于1993年7月开工，1995年部分路段通车，1996年6月全线建成通车。通车后提升了山西省与华北其他地区和环渤海经济圈之间的交通效率，对区域交通结构的优化和经济发展起到重要作用。
然而，自1996年全线建成通车以来，随着山西省交通需求的持续增长以及区域经济结构的不断调整，太旧高速公路的通行能力逐步趋于饱和。为缓解交通压力、提升道路服务水平，山西省政府于2023年启动了太旧高速公路改扩建工程。该项目按照双向八车道高速公路标准实施，改扩建路段全长约100.68公里，横贯阳泉市和晋中市，建设工期预计为四年。项目总投资约180.93亿元，旨在增强道路通行能力与运行安全，进一步推动区域交通一体化和对外开放进程。

## 建设历程

### 建设背景
太原至旧关原有的公路于1967年在简易公路基础上改建而成，设计标准较低，通行能力仅为每日约1,000辆车，最高不超过2,000辆。到1980年代末，该路段日均车流量已超过10,000辆，超负荷运行达十倍，成为制约山西经济发展的主要瓶颈。车辆平均时速不足30公里，大吨位货车时速更低至16公里，交通事故频发，严重影响运输效率和道路安全。为缓解交通压力，山西省政府决定加快交通基础设施建设，并于1988年将太旧高速公路项目纳入国家“八五”重点工程规划。次年，中华人民共和国交通部将其列为青银高速的重要组成部分，并正式下文将该项目纳入“八五”第一批重点公路建设项目，全面启动前期工作。为推动项目进程，山西省政府于1990年8月向中华人民共和国国家计划委员会和交通部提交了太旧高速公路的项目建议书。经过前期论证与审查，中华人民共和国国家计划委员会于1992年5月正式批复了项目建议书，标志着该项目获准立项。同年12月，交通部致函国家计委，建议将项目总投资定为30亿元人民币，建设工期为5年，并明确按照高速公路标准进行实施:12。

### 开工与建成通车
1993年7月，经过国务院有关部委的批准，并进行了勘察设计和技术设计，太旧高速公路开始破土动工:16。该高速公路施工地形复杂，大部分线路需要穿越太行山脉。全线土石方工程量达1,787万立方米，需建设特大桥2座、大中型桥梁61座、涵洞363道、隧道1处，以及互通立交桥和分离立交桥各6座。由于地质条件恶劣、工程规模庞大，施工单位将该项目评价为山西筑路史上施工条件最为艰苦、难度最大的工程:13。1995年10月1日，该高速公路的东段（平定—旧关）、西段（武宿—寿阳）以及武宿立交枢纽正式通车:6。翌年6月25日全线建成通车:134-135，并在武宿举行通车庆典仪式，时任中共中央政治局委员兼国务院副总理邹家华、全国政协副主席杨汝岱等领导出席了该仪式:265。

### 改扩建工程
随着区域经济发展和交通需求的持续增长，太旧高速原有的道路标准已难以满足山西省在对外开放、道路服务能力和交通运输安全等方面的现实需求，升级改造工程因此被提上日程。为推动工程建设，山西省发展和改革委员会于2023年11月3日批复了《青银国家高速公路旧关至太原（晋冀界至寿阳蔡庄）段改扩建工程可行性研究报告》，明确该路段主线将按双向八车道高速公路标准进行改建，路线全长100.68公里，其中晋中市境内34.98公里、阳泉市境内65.70公里，建设工期预计为4年。项目总投资估算为180.93亿元，其中建筑安装工程费用为134.22亿元，拟采用政府收费公路模式推进。在可行性研究报告获批后，中华人民共和国交通运输部于2024年9月批准了该工程的初步设计方案，标志着项目正式进入建设准备阶段。同年9月28日，项目正式开工建设。

## 沿线设施列表

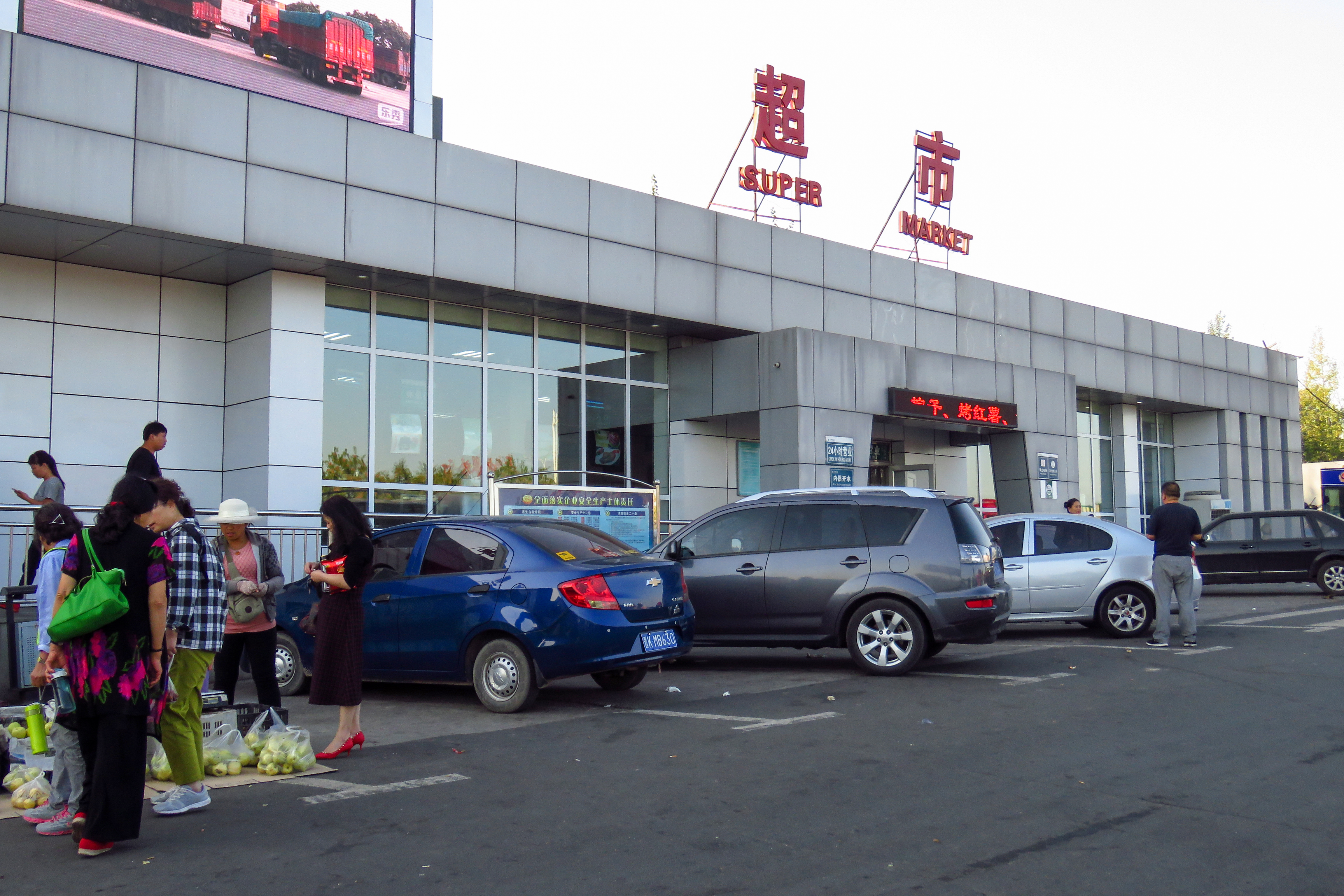
晋中服务区一角

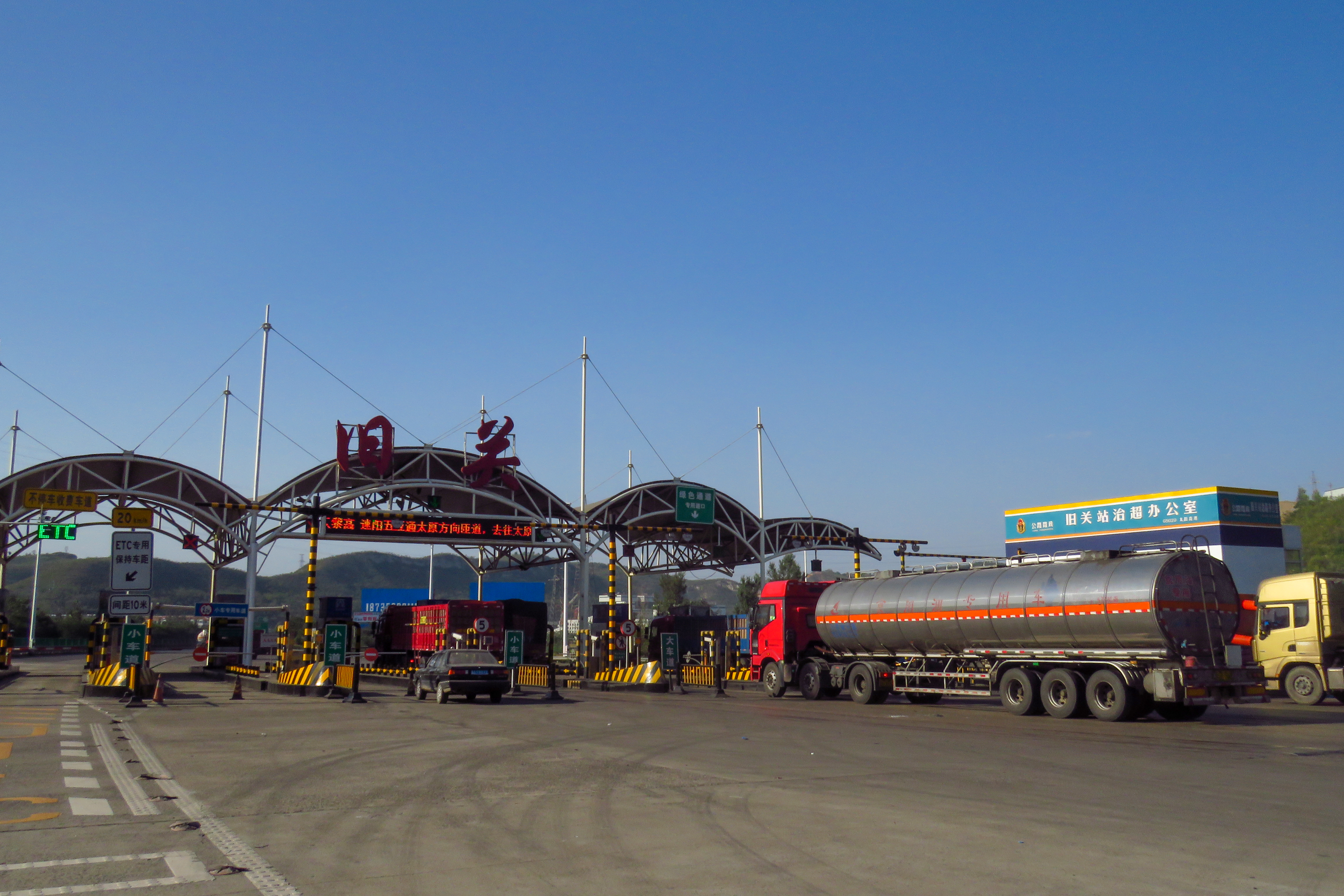
旧关收费站

| 地区                                                                                         | 里程 | 类型                              | 名称       | 连接                  | 说明                                |
| -------------------------------------------------------------------------------------------- | ---- | --------------------------------- | ---------- | --------------------- | ----------------------------------- |
| 太原市 小店区                                                                                | 0    | 枢纽                              | 武宿枢纽   | 太原绕城高速 二广高速 | 太旧高速起点                        |
| 晋中市 榆次区                                                                                | 10   | 出入口                            | 晋中北     | 晋中北                |                                     |
| 晋中市 榆次区                                                                                | 15   | 枢纽                              | 龙白枢纽   | 太原二环高速          |                                     |
| 晋中市 榆次区                                                                                | 26   | 停车场 · 加油设施 · 修车站 · 餐厅 | 晋中服务区 | 晋中服务区            |                                     |
| 晋中市 寿阳县                                                                                | 57   | 出入口                            | 寿阳       | 寿阳                  |                                     |
| 阳泉市 郊区                                                                                  | 82   | 枢纽                              | 阳泉枢纽   | 阳泉绕城高速          |                                     |
| 阳泉市 郊区                                                                                  | 87   | 出入口                            | 阳泉       | 阳泉                  |                                     |
| 阳泉市 郊区                                                                                  | 90   | 隧道                              | 北茹隧道   | 北茹隧道              |                                     |
| 阳泉市 平定县                                                                                | 104  | 出入口                            | 平定       | 平定                  |                                     |
| 阳泉市 平定县                                                                                | 108  | 枢纽                              | 秦王山枢纽 | 天黎高速              |                                     |
| 阳泉市 平定县                                                                                | 133  | 停车场 · 加油设施 · 修车站 · 餐厅 | 阳泉服务区 | 阳泉服务区            |                                     |
| 阳泉市 平定县                                                                                | 144  | 出入口                            | 旧关       | 旧关连接线            | 晋冀界终点，设旧关收费站 接石太高速 |
| 1.000 英里 = 1.609 千米；1.000 千米 = 0.621 英里 并行路段 • 已关闭／取消 • 限制进入 • 未开放 |      |                                   |            |                       |                                     |

## 相关事件

### 路面塌陷
2006年3月26日，太旧高速公路山西寿阳段发生严重塌陷，最大沉陷深度达8米。经初步调查，事故的成因系当地地下水位上升，导致路基长期受水浸泡，在春季气温回升引发春融的背景下，路基逐渐松软，最终引发大面积塌陷:1。此次事故未造成人员伤亡，但为确保安全，相关路段当即实施了全线封闭措施:13。为尽快恢复通行秩序，山西省交通厅随后制定并公布了抢修方案，拟通过回填路基、打桩加固等工程措施加快施工进度:1。经过两个月紧张施工，抢修任务于6月16日顺利完成，太旧高速全线正式恢复通车:841。

### 改扩建项目事故
2025年3月17日，太旧高速改扩建项目山西平定县冶西段工地发生一起安全事故，导致5人被埋。经多部门联合救援，当日20时17分，全部被困人员被救出，经现场确认均无生命体征。初步调查显示，事故原因系施工区域土质松软，致使作业设备侧翻，从而引发墙体坍塌。

## 太旧精神
在太旧高速公路建设过程中，山西省组织了大量人力资源参与工程。施工高峰期有超过5万名建设者投入到工程中。山西省委、省政府负责组织协调，各级干部和群众广泛参与，形成了集体协作的局面。这一协作局面被中共山西省党委宣传部门称之为一种叫“太旧精神”的集体精神风貌:4。时任中共山西省委书记胡富国将“太旧精神”的内涵概括为“自力更生、艰苦奋斗，不怕困难、敢于冒险，顾全大局、无私奉献，不屈不挠、奋发向上”等内容:8。卢渝认为，这一精神顺应社会主义市场经济体制的要求，符合社会主义物质文明和精神文明建设的需要，具有正确而鲜明的价值导向和典型意义:12。